# خاندان کوبایاکاوا
خاندان کوبایاکاوا (به ژاپنی: 小早川氏 Kobayakawa-shi) یک خاندان سامورایی در دوره سنگوکوبود. مقر این خاندان ناحیه چوگوکو در غرب ژاپن قرار داشت. اعضای خاندان کوبایاکاوا تحت خدمت خاندان موری و تویوتومی هیده‌یوشی بودند. خاندان کوبایاکاوا دارای قدرت سیاسی در غرب ژاپن و رهبر این خاندان کوبایاکاوا تاکاکاگه، عموی موری تروموتو یکی از بهترین سیاستمداران به رسمیت شناخته شد توسط تویوتومی هیده‌یوشی بود.